# Neocalyptis telutanda
Neocalyptis telutanda Diakonoff, 1941 è una falena appartenente alla famiglia Tortricidae, endemica dell'isola di Giava in Indonesia.